# Per Sandell
Petter (Per) Sandell, född 1749 i Västergötland, död 3 oktober 1803 i Göteborg, var en svensk kyrkomålare.
Sandell kom som målargesäll från Stockholm till Göteborg där han fick burskap 1782. Han var under några år ålderman i Göteborgs Målareämbete. Tillsammans med Olof Hagström utförde han 1789 dekorativa målningar och målade de tre grupperna Treenigheten, Yttersta domen och Helvetet i Stråvalla kyrka i Halland. 